# Intravenozna terapija
Intravenozna terapija (IV terapija) je infuzija tečnosti direktno u venu. Mnogi sistemi za doziranje ovog tipa primenjuju drip komoru, koja sprečava ulaz vazduha u krvotok (arterijska gasna embolija), i omogućava procenu brzine protoka.
Intravenozna terapija se može koristiti za podešavanje elektrolitnog imbalansa, za doziranje lekova, za transfuzije krvi ili za zamenu fluida, npr. da bi se sprečila dehidratacija. Intravenozna terapija se takođe koristi pri primeni hemoterapije.
U poređenju sa drugim načinima primene lekova, intravenozni put je najbrži način isporuke fluide i lekova širom tela.

## Spoljašnje veze
- Gasna embolija